# Sciotodale (Ohio)
Sciotodale es un lugar designado por el censo ubicado en el condado de Scioto en el estado estadounidense de Ohio. En el Censo de 2010 tenía una población de 1081 habitantes y una densidad poblacional de 213,6 personas por km².

## Geografía
Sciotodale se encuentra ubicado en las coordenadas 38°45′5″N 82°51′4″O / 38.75139, -82.85111. Según la Oficina del Censo de los Estados Unidos, Sciotodale tiene una superficie total de 5.06 km², de la cual 5.05 km² corresponden a tierra firme y (0.26%) 0.01 km² es agua.

## Demografía
Según el censo de 2010, había 1081 personas residiendo en Sciotodale. La densidad de población era de 213,6 hab./km². De los 1081 habitantes, Sciotodale estaba compuesto por el 96.67% blancos, el 0.83% eran afroamericanos, el 0.74% eran amerindios, el 0.37% eran asiáticos, el 0% eran isleños del Pacífico, el 0.09% eran de otras razas y el 1.3% pertenecían a dos o más razas. Del total de la población el 1.39% eran hispanos o latinos de cualquier raza.